# Francisco Iriarte
Francisco Iriarte (Galicia, ¿? - La Paz, 1811) fue un marino español que apoyó la Revolución de La Paz en 1809 y tuvo una activa participación en este movimiento.

## Biografía
Francisco Javier Iriarte nació en la región de Galicia en la década de 1780, se hizo marinero y llegó a tierras América del Sur en 1809. 
Se encontraba de paso por la ciudad de La Paz cuando se preparaba una insurrección contra las autoridades coloniales, se sintió atraído a este movimiento y decidió participar en él. Los revolucionarios tomaron la ciudad el 16 de julio e Iriarte ganó un puesto en le nuevo regimiento encargándose de la artillería.
Cuando los revolucionarios declararon la guerra a la Intendencia de Puno en el mes de septiembre, Iriarte acompañó a las tropas de Juan Bautista Sagárnaga hasta Tiahuanaco. En octubre Iriarte fue enviado de regreso a La Paz cuando se conoció que José Manuel de Goyeneche envió emisarios a la ciudad para entablar una negociación.
El 13 de octubre Iriarte y otros revolucionarios fueron arrestados por el coronel Pedro Indaburu que tomó el control de la ciudad e inició una contra revolución, el día 19 llegaron las fuerzas revolucionarias de Castro y retomaron la ciudad matando a Indaburu y liberando a Iriarte. 
Días más tarde el regimiento salió a Chacaltaya para enfrentar al regimiento español de Goyeneche que planeaba controlar la región, Iriarte fue enviado de regreso a la ciudad para mantener el orden pero éste decidió saquear las casas y negocios de algunos ricos españoles como Protasio Armentia, Domingo Chirveches y el mismo Indaburu.
Iriarte siguió a las tropas de José Gabriel Castro a la región de Yungas, participó en el combate de Chicaloma el 11 de noviembre encargándose de  la artillería. Los revolucionarios fueron derrotados e Iriarte se internó en la selva donde pasó más de un año huyendo de las autoridades españolas.
A principios de 1811 regresó a La Paz desde donde pretendía dirigirse al puerto del Callao para huir del continente, pero fue reconocido y arrestado inmediatamente. Francisco Javier Iriarte fue ahorcado en la plaza principal el 1 de febrero de 1811.